# Hiobs Revolte
Hiobs Revolte ist ein ungarisch-deutsches Filmdrama von Imre Gyöngyössy und Barna Kabay aus dem Jahr 1983. In der DDR lief er unter dem Titel Hiob lehnt sich auf.

## Handlung
Ungarn im Jahr 1943: Das jüdisch-chassidische Ehepaar Jób und Róza adoptiert den Waisenjungen Lackó, der Christ ist. Weil Juden zu der Zeit keine Christen mehr adoptieren dürfen, werden die Papiere auf das Jahr 1938 rückdatiert. Schäfer Jób gibt für den Jungen zwei Kälbchen. Lackó wiederum erweist sich schon im Waisenhaus als störrisch, unbändig und wenig gewillt, mit den beiden zu kommen. Jób sieht dies als Zeichen Gottes: Ein Funken eines der Kälber muss auf Lackó übergesprungen sein, um Jób den richtigen Jungen zu zeigen. Lackó soll im Gegensatz zu den Eltern überleben und den Geist und Glauben der Familie weitertragen. Alle sieben Kinder des Paares sind bereits vor ihrer Zeit gestorben und der Antisemitismus ist inzwischen auch in Ungarn spürbar. Unter den Juden des Dorfes stößt Jóbs Vorgehensweise auf Missbilligung und der Rabbi Mandele beschuldigt ihn der Blasphemie.
Lackó ist ohne Kenntnis von Gott aufgewachsen. Neugierig beobachtet er die Vorbereitungen zum Sabbat und später die Gebete, die ihm fremd sind. Da Jób ihm erklärt, dass Gott in allem, auch in den Fröschen ist, geht Lackó mit Nachbarin Kati Frösche fangen, um dem Vater eine Freude zu machen. Der Zirkus kommt in das Dorf und die Bewohner sehen hier zum ersten Mal einen Film: Das erfrorene Kind zeigt ein Kind, das im eisigen Winter am Grab seiner Eltern zusammenbricht. Einige Zuschauer sind zu Tränen gerührt, während andere sich empören, dass sie für schlechte Gefühle Geld zahlen müssen. Kaum einer kann die Illusion des Films erkennen. Hausmädchen Ilka und Knecht Jani wiederum, die auf Jóbs Hof arbeiten, schlafen in der Nacht miteinander, angeblich weil der Film sie durcheinandergebracht hat. Beide lieben sich schon lange und werden kurz darauf vom Priester des Ortes getraut.
Jób und Lackó treffen eines Tages auf den Mönch Günther, der den Jungen in Religion zu unterweisen beginnt. Jób wiederum beginnt eines Tages, für Lackó zu beten. Als es am nächsten Morgen regnet, ist Jób überglücklich, glaubt er doch, dass Gott so zeigt, dass er seine Gebete erhört hat. Umso niederschmetternder ist die Entdeckung, dass Lackó an Diphtherie erkrankt ist. Zwei Kinder Jóbs starben an der Krankheit und er und Róza beten verzweifelt, dass Gott ihnen nicht auch ihr achtes Kind nimmt. Lackó wird gesund, was auch die jüdische Gemeinde des Dorfes als Segen empfindet. Zahlreiche Nachbarn erscheinen und bringen Geschenke. Jób betrinkt sich, wie er es vorher nur zu seiner Hochzeit getan hat. Lackó wird nun immer häufiger von seinen Eltern auf den nahenden Abschied voneinander vorbereitet. Er versteht nicht, warum seine Eltern bald nicht mehr da sein werden. Eines Tages geben Jób und Róza für ihren Sohn ein Festessen, an dem sie sich von ihm verabschieden. Lackó erhält das Messer seines Vaters, das dieser ihm einst für die Zeit versprochen hat, wenn er groß sei. Am nächsten Tag packen die Eltern, während Lackó kränkelt. Als er erwacht, findet er sich in einem neuen Haus wieder. Die schwangere Ilka und Jani sind bei ihm und eröffnen ihm, dass er zukünftig mit ihnen zusammenwohnen wird. Das Haus hat Jób ihnen gekauft. Lackó rennt zu seinem alten Haus, an das ein Judenstern gemalt ist. Seine Eltern sind da, tragen den Stern und machen Lackó deutlich, dass sie ihn nicht mehr sehen wollen. Lackó ist gekränkt und geht. Er streift durch die Gegend und sieht, wie Deserteure erschossen werden. Kurz darauf rollen Viehwagen durch das Dorf. Seine Freundin Kati wird deportiert. Auf einem der Wagen sitzen seine Eltern, die versuchen, ihn nicht anzusehen. Lackó rennt dem Wagen nach und erklettert ihn. Jób setzt ihn ab und weist ihn darauf hin, dass er ihm gesagt habe, dass er auf die Ankunft von Messias warten soll und daher zurückbleiben muss. Lackó rennt allein durch die Gegend und ruft nach dem Messias.

## Produktion

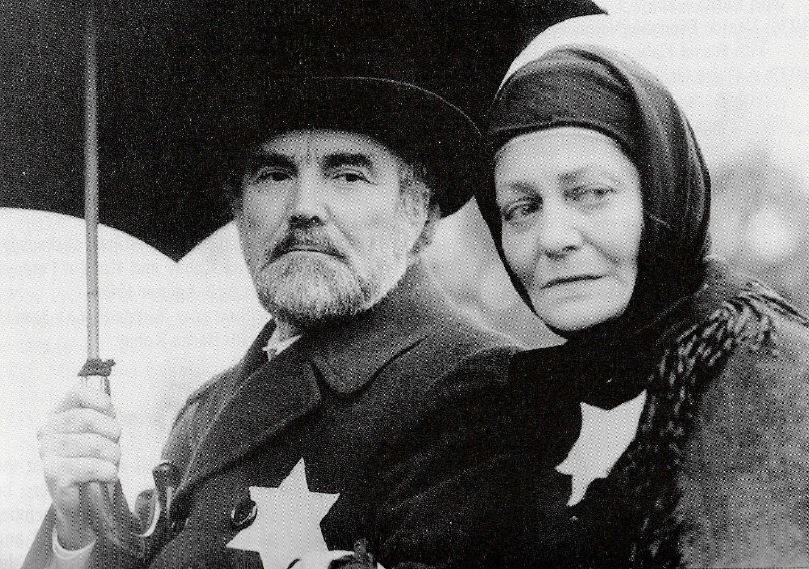
Ferenc Zenthe (Jób) und Hédi Temessy (Róza) im Film Hiobs Revolte

Hiobs Revolte entstand in deutsch-ungarischer Koproduktion, so waren von deutscher Seite das ZDF sowie die Macropos-Film und die Star-Film Martin Moszkowicz aus München beteiligt. Die Kostüme schufen Gábor Csiszár, Sári Füzy und Anna Indig, die Filmbauten stammen von Vilmos Nagy. Hiobs Revolte erlebte am 1. Dezember 1983 in Ungarn seine Premiere. Er lief am 11. März 1984 erstmals im ZDF im deutschen Fernsehen und kam am 12. April 1985 in die Kinos der DDR. Am 4. April 1986 war der Film auf DFF 2 auch im Fernsehen der DDR zu sehen.
Im Jahre 2019 wurde im Rahmen eines Restaurierungsprogramms des ungarischen Filmerbes vom ungarischen Filmlabor (Magyar Filmlaborban) ein digitales Remastering erstellt.

## Kritik
Für den Filmdienst war Hiobs Revolte ein „stimmungsvolles, gleichermaßen realistisch und poetisch gestaltetes Zeitbild, das eindrucksvoll deutlich macht, daß religiöse und humane Werte unabdingbar sind für den Erhalt des Lebens und ein menschenwürdiges Dasein.“ „In Kompositionen, der Ruhe und Sicherheit der Kameraführung und der qualitativ an keiner Stelle nachlassenden brillianten Insistenz der Bildführung sucht der Film für meinen eingeschränkten Kenntniskreis seinesgleichen“, schrieb Rupert Neudeck in medium. „Bewegend, poetisch und realistisch zugleich“, fasste Cinema zusammen.

## Auszeichnung
Hiobs Revolte wurde 1984 als ungarischer Beitrag zum Oscar eingereicht und für einen Oscar in der Kategorie Bester fremdsprachiger Film nominiert.